# Primati (album)
| Recensione | Giudizio |
| ---------- | -------- |
| Rockol     |          |

Primati è la prima raccolta di successi del gruppo musicale bolognese Lo Stato Sociale, pubblicata il 9 febbraio 2018.

## Descrizione
L'album contiene 13 brani estratti dai precedenti lavori in studio e la riedizione del brano Sono così indie, oltre a tre inediti tra cui il singolo Una vita in vacanza, con il quale la band ha gareggiato al Festival di Sanremo 2018, guadagnando la seconda posizione nella classifica finale.
L'album è composto da un CD e da due DVD: il primo contiene il filmato dell'intero concerto del 22 aprile 2017 al Mediolanum Forum, mentre il secondo quello registrato il 21 novembre 2015 al PalaDozza di Bologna.

## Tracce

### CD
1. Una vita in vacanza – 3:53
2. Sono così indie 2018 – 5:30
3. Fare mattina – 4:13
4. Facile (feat. Luca Carboni) – 3:50
5. Buona sfortuna – 3:57
6. Eri più bella come ipotesi – 5:22
7. Amarsi male – 4:18
8. Niente di speciale – 5:23
9. Io, te e Carlo Marx – 3:59
10. In due è amore in tre è una festa – 2:48
11. C'eravamo tanto sbagliati – 6:24
12. La musica non è una cosa seria – 4:04
13. Abbiamo vinto la guerra – 4:47
14. Mi sono rotto il cazzo – 4:55
15. Quello che le donne dicono – 3:48
16. Amore ai tempi dell'Ikea – 4:35
17. Pop – 5:16

### DVD
DVD 1 – Un bel concerto da mitomani
1. Sessanta milioni di partiti
2. La rivoluzione non passerà in tv
3. Buona sfortuna
4. C'eravamo tanto sbagliati
5. La musica non è una cosa seria
6. Nasci rockstar e muori giudice ad un talent show
7. In due è amore in tre è una festa
8. Mai stati meglio
9. Forse più tardi un mango adesso
10. Per quanto saremo lontani
11. Ladro di cuori col bruco
12. Karaoke medley
13. Eri più bella come ipotesi
14. Niente di speciale
15. Amarsi male
16. Mi sono rotto il cazzo
17. Abbiamo vinto la guerra
18. Ingiusto (testo: Bello Figo)
19. Quasi liberi
20. Io, te e Carlo Marx
21. Cromosomi
22. Vorrei essere una canzone

DVD 2 – Ultimo concerti da gran fenomeni
1. Pop (feat. Max Collini & Gnu Quartet)
2. Forse più tardi un mango adesso (feat. The Bluebeaters)
3. Te per canzone una scritto ho (feat. Brunori Sas)
4. Campetto (feat. Altre di B)
5. La felicità non è una truffa (feat. COSTA!)
6. Sono così indie (feat. MaMaAfrika)
7. La musica non è una cosa seria (feat. Tre Allegri Ragazzi Morti)
8. Batteri (feat. Tre Allegri Ragazzi Morti)
9. Piccoli incendiari non crescono
10. Linea 30 (feat. Eriano Guidetti)
11. Brutale (feat. i nostri tecnici)
12. In due è amore in tre è una festa
13. In due è amore in tre è una festa (feat. 99 Posse)
14. Questo è un grande paese (feat. COSTA! & Altre di B)
15. Seggiovia sull'oceano
16. Abbiamo vinto la guerra
17. Io, te e Carlo Marx
18. Cromosomi

## Formazione
- Alberto Cazzola – voce, basso
- Francesco Draicchio – sintetizzatore, voce
- Lodovico Guenzi – voce, chitarra, pianoforte, sintetizzatore
- Alberto Guidetti – drum machine, sintetizzatore, voce
- Enrico Roberto – voce, sintetizzatore

## Classifiche
| Classifica (2018) | Posizione massima |
| ----------------- | ----------------- |
| Italia            | 6                 |